# Голоховка
Голоховка — река в России, протекает в Боровичском районе Новгородской области. Река вытекает из озера Боровское. Устье реки находится в 34 км по правому берегу реки Вельгия у деревни Межуричье. Длина реки составляет 10 км, площадь водосборного бассейна 68,6 км².
У истока на реке стоит деревня Петухово Перёдского сельского поселения, а у устья деревня Межуричье Ёгольского сельского поселения.

## Данные водного реестра
По данным государственного водного реестра России относится к Балтийскому бассейновому округу, водохозяйственный участок реки — Мста без р. Шлина от истока до Вышневолоцкого г/у, речной подбассейн реки — Волхов. Относится к речному бассейну реки Нева (включая бассейны рек Онежского и Ладожского озера).
Код объекта в государственном водном реестре — 01040200212102000020773.